# Los Piston
Los Piston es una banda española de pop procedente de Valencia, que canta sus canciones en español y chino mandarín. Obtuvieron enorme éxito en España y Taiwán con temas como El móvil, Niña bonita o La chuleta. En Taiwán consiguieron disco de oro, entregado por el embajador de Taiwán en Madrid, y llenaron estadios de hasta 45.000 personas. En España su segundo álbum Local 23 fue premiado por los 40 principales, y por la asociación cultural "Amics de la Real Academia de Cultura Valenciana", por su aportación a la cultura valenciana por los países asiáticos.
El nombre del grupo viene de la combinación de los nombres de los primeros componentes del grupo: 
P (Pablo) is (Luis) ton (Tono). Aunque fueron los primeros, el grupo se dio a conocer junto con Carles y Borja. Pablo no llegó a grabar ningún disco.
Borja tocaba la guitarra y cantaba, Luis tocaba el bajo y cantaba, Carles tocaba la guitarra solista y coros y Tono tocaba la batería y coros. Luis y Tono son hermanos con ascendencia china, de ahí que probaran suerte en Taiwán.
Actualmente Luis Tseng continúa su carrera discográfica en solitario, habiendo grabado ya un disco que tuvo gran acogida entre los fanes del grupo y ya prepara un segundo cargado de temas frescos con un toque muy particular del músico que ha grabado personalmente todos los instrumentos y voces.

## Discografía

### Álbumes
- El móvil (2000) (Taiwán)
- Los Piston (2001) (España)
- Local 23 (2002)
- Edición especial Local 23 (2002)